# Tom Crabbe
Pour les articles homonymes, voir Crabbe.
Tom Crabbe, né le 2 juin 2005 à Merchtem, est un coureur cycliste belge.

## Biographie
Tom Crabbe est originaire de Merchtem,. Depuis l'âge de sept ans, il pratique le cyclisme. Il commence à s'entraîner sérieusement dans les rangs juniors. Son année 2022 est toutefois perturbée par des blessures et une contamination au Covid-19. 
Lors de la saison 2023, il se distingue sur piste en devenant champion de Belgique junior du keirin,. Il monte également sur le podium du championnat du monde et du championnat d'Europe de l'américaine juniors, aux côtés de son compatriote Milan Van den Haute. Sur route, il obtient deux victoires individuelles et diverses places d'honneur. Il se classe notamment quatrième de l'étape inaugurale d'Aubel-Thimister-Stavelot et de La Philippe Gilbert Juniors, ou encore cinquième d'une étape des Trois Jours d'Axel. 
En 2024, il intègre la réserve de l'équipe Bingoal WB. Avec cette formation, il s'impose au sprint massif sur deux étapes du Tour du Brabant flamand. Il termine par ailleurs troisième du championnat de Belgique en ligne dans la catégorie des espoirs. Sur piste, il décroche la médaille de bronze dans la course à l'américaine aux championnats d'Europe espoirs, en compagnie de Noah Vandenbranden. Grâce à ses bons résultats, il parvient à signer un premier contrat professionnel avec la structure Flanders-Baloise.

## Palmarès sur route

### Par année
- 2023
  -  Champion de Belgique du contre-la-montre par équipes juniors
- 2024
  - 3e et 5e étapes du Tour du Brabant flamand
  - 3e du championnat de Belgique sur route espoirs
- 2025
  - 2e du Trofee Maarten Wynants

## Palmarès sur piste

### Championnats du monde
| Édition / Épreuve   | Américaine |
| Cali 2023 (juniors) | Argent     |

### Championnats d'Europe
| Édition / Épreuve      | Américaine | Élimination |
| Anadia 2023 (juniors)  | Bronze     |             |
| Cottbus 2024 (espoirs) | Bronze     |             |
| Anadia 2025 (espoirs)  |            | Or          |

### Championnats nationaux
- 2023
  -  Champion de Belgique de keirin juniors
  - 2e du championnat de Belgique de poursuite juniors
  - 3e du championnat de Belgique de l'omnium juniors